# Ivan Pregelj
Ivan Pregelj (Santa Lucia, 27 ottobre 1883 – Lubiana, 30 gennaio 1960) è stato uno scrittore sloveno.

## La vita
Ivan Pregelj nacque in una modesta famiglia di Santa Lucia, oggi Most na Soči in Slovenia da Mohor, sarto, e Marija Modrejc. Perse i genitori da piccolo, e il promettente ragazzino fu seguito dalla nonna paterna e dal parroco, Jožef Fabijan, che riuscì a mandarlo per un breve tempo al Seminario Maggiore di Gorizia. Ivan dovette tuttavia sostentarsi trovando impiego come stenografo presso un avvocato, che mantenne sino al 1904. Questi anni di Pregelj furono improntati ad una rigidissima ortodossia cattolica, instillata dall'insegnante al seminario padre Anton Mahnič, dignitario cattolico e direttore della rivista neotomistica Rimski katolik ( Il cattolico romano ). L'educazione da questi ricevuta avrebbe seguito Pregelj, influenzandone la vita e la creazione letteraria. Sempre con l'aiuto di Fabijan, Pregelj andò a Vienna, dove studiò slavistica e germanistica, dopodiché fu insegnante a Gorizia, Pisino e infine Lubiana, dove si trasferì nel 1924 e rimase fino alla morte. La sua opera si distingue per essere composta da racconti lunghi e romanzi storici: la sua prosa è ritenuta afferente all'espressionismo, benché originale per la sua condizione di uomo fortemente religioso, e per i temi ispirati al vissuto quotidiano delle genti della Tolminska ( la regione di Tolmino in cui nacque ) e alla loro storia.

## L'opera

### Racconti
- Štefan Golja in njegovi Štefan Golja e i suoi, 1918
- Otroci sonca Figli del sole, 1919
- Plebanus Joannes 1920
- Peter Pavel Glavar 1922
- Bogovec Jernej 1923
- Zgodbe zdravnika Muznika Le storie del dottor Muznik, 1923
- Magister Anton Il magistro Anton, 1925
- Peter Markovič, strah ljubljanskih šolarjev Peter Markovič, terrore degli studenti lubianesi, 1929
- Usahli vrelci Sorgenti prosciugate, 1929

### Romanzi
- Tolminci I Tolminotti, 1916
- Simon iz Praš Simon di Praše, 1924
- Osmero pesmi 1926
- Na vakance 1927